# Motorvägar i Nordmakedonien
Nordmakedonien har motorvägar som första hand är byggda för att dels utgöra en nord-sydlig länk mellan Serbien och Grekland och att länka ihop Skopje med denna länk. En motorväg som går en bit väster om Skopje finns också. Nordmakedonien är ett litet land och de motorvägar som redan finns utgör också den viktigaste funktionen i landet och behovet av motorvägar är ganska tillfredsställt. En stor del av motorvägarna i Nordmakedonien är byggda under den tid då landet tillhörde Jugoslavien och byggdes då med avsikten att knyta ihop Skopje med Belgrad. Men nya motorvägar har även byggts sedan landet blev självständigt. Trots att behovet idag är relativt tillfredsställt finns funderingar om att bygga om vägen E871 till motorväg för att på så sätt få en motorväg från Skopje till gränsen mot Bulgarien. Något beslut om en sådan motorväg finns dock ännu inte men kan komma i framtiden. Som kuriosa kan nämnas att världens bredaste mittbarriär på en motorväg finns just i Nordmakedonien. Denna finns på motorvägen E75 strax söder om Skopje nämligen mellan Katlanovo och Veles. Körbanorna går här isär och går sedan i helt egna sträckningar vidare ett par mil innan de åter går ihop och vägen blir en normal motorväg. Man skulle alltså egentligen kunna säga att motorvägen delar sig och blir två enkelriktade vägar. På ett ställe ligger dessutom ett helt samhälle mellan körbanorna, nämligen Vetersko.

## Motorvägssträckor i Nordmakedonien
- E65 Skopje - Tetovo

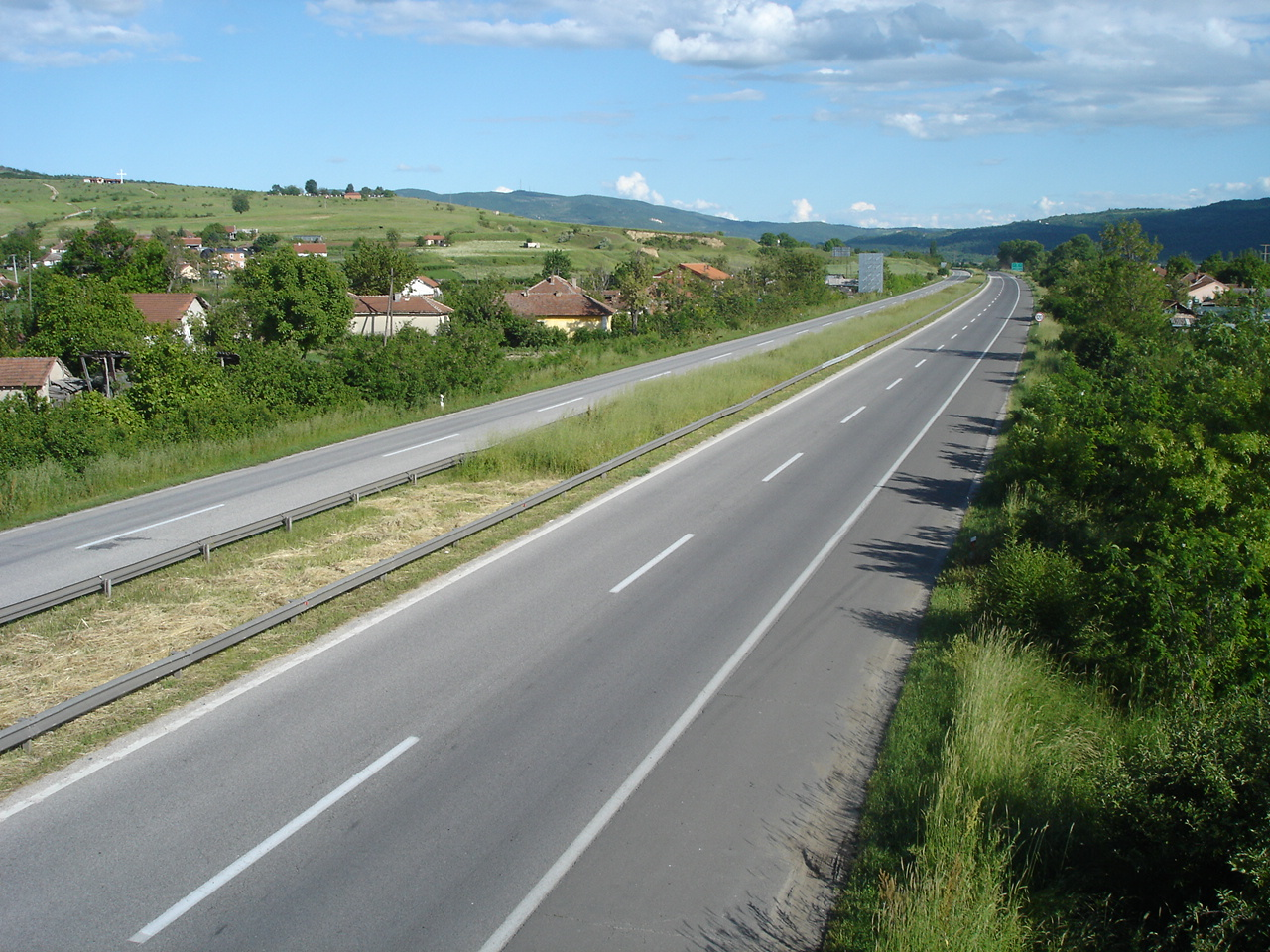
E75

- E75 (Serbien) - Skopje - Veles - Gevgelija - (Grekland)
- 1 Genväg förbi Skopje (denna utgör den rakaste vägen för de som färdas i nord-sydlig riktning och inte har ärende till Skopje)